# Grupo de Forcados Amadores do Ramo Grande
O Grupo de Forcados Amadores do Ramo Grande é um grupo de forcados sedeado na Praia da Vitória, na Ilha Terceira, nos Açores. O Grupo de Forcados foi fundado a 7 de Agosto de 2007.
É um dos dois Grupos de Forcados da Ilha Terceira, juntamente com o Grupo de Forcados Amadores da Tertúlia Tauromáquica Terceirense.

## História
O Grupo de Forcados Amadores do Ramo Grande teve origem em 2006 num conjunto de amigos aficionados da Ilha Terceira. O nome Ramo Grande deve-se à zona plana, na parte nordeste da Ilha Terceira, abrangendo as freguesias de Santa Cruz da Praia da Vitória, Lajes, Fontinhas, São Brás, Vila Nova e Agualva. 
A estreia do Grupo decorreu nas Festas da Praia de 2007. A primeira corrida do Grupo, sob o comando do Cabo fundador Filipe Pires, realizou-se a 7 de Agosto de 2007 na Monumental de Angra do Heroísmo, com toiros toiros das ganadarias açorianas de Rego Botelho, José Albino Fernandes e Irmãos Toste. A primeira pega do Grupo foi concretizada à 1.ª tentativa por Nuno Pires perante um toiro de Irmãos Toste, nº 74 com 495 kg.
Nas Sanjoaninas de 2008 o Grupo do Ramo Grande entra na Monumental de Angra do Heroísmo juntamente com o Grupo de Forcados Amadores da Tertúlia Tauromáquica Terceirense, no que foi a primeira corrida da História com dois grupos de forcados açorianos.
A 20 de Maio de 2008 o Grupo do Ramo Grande foi admitido na Associação Nacional de Grupos de Forcados, passando a poder pegar em corridas com os demais grupos de forcados associados.
A 23 de Agosto de 2010 o Grupo do Ramo Grande faz a sua apresentação em Portugal Continental, numa corrida realizada em Baião. O Grupo debutou na Monumental do Campo Pequeno a 3 de Maio de 2012, pegando 3 toiros da ganadaria de São Torcato à 1.ª tentativa.
Em 2011 actua no Campo Pequeno, na corrida do jornal Correio da Manhã, e pega em solitário 6 toiros de Rego Botelho, na apresentação desta ganadaria açoriana na primeira Praça de Portugal. No mesmo ano, estreia-se na Moita do Ribatejo, pegando numa corrida da Feira de Maio.
Durante a sua história o Grupo fez também digressões aos Estados Unidos e Canadá.
O Cabo fundador Filipe Pires despediu-se das arenas na corrida das Festas da Praia de 2017, realizada a 7 de Agosto de 2017, transmitindo o comando do Grupo ao seu primo e novo Cabo eleito Manuel Pires. Nessa corrida o Grupo comemorou os primeiros 10 anos de existência, pegando em solitário 6 toiros da ganadaria de António Silva, com 4 toiros pegados à 1.ª tentativa e 2 toiros à 2ª tentativa.

## Cabos
1. Filipe Pires (2007–2017)
2. Manuel Pires (2017–presente)